# Luis Feduchi Ruiz
Luis Feduchi Ruiz (Madrid, 1901-1975) fou un arquitecte espanyol. Va iniciar la seva carrera guanyant el concurs per a la construcció de l'edifici Capitol a Madrid, que va esdevenir prototip de l'arquitectura racionalista espanyola dels anys trenta. Va ser membre de la Junta de recuperació del tresor artístic nacional, la qual cosa el va portar a entrar en contacte amb importants col·leccions de mobles i a publicar el 1946 una primera edició de la Historia del mueble que va revisar i ampliar en dues noves edicions. Com altres arquitectes de la seva època va dissenyar mobles per als interiors dels seus edificis, d'entre els quals cal destacar una tumbona (1931), una taula baixa (1933), una cadira (1933) o el carret del bar Capitol (1932).